# Charles Serre
Charles Serre, né le 25 septembre 1901 à Paris et mort le 1er avril 1953 à Champagnac-de-Belair, est un résistant et homme politique français. Membre du Mouvement républicain populaire, il est député du département d'Oran de 1946 à 1951.

## Biographie
Après des études juridiques, il devint notaire jusqu'à la mobilisation de 1939 (en tant que lieutenant). Après l'Armistice du 22 juin 1940, contacté par Henri Frager et Marcel Cohen, il s'engage dans la Résistance et participe aux réseaux Jean-Marie, Combat et enfin Résistance. Arrêté par la Gestapo il est interné à Fresnes, puis à Compiègne, et déporté à camp de concentration de Dachau par le train de la mort (sa femme, Charlotte Serre, sera envoyée à Ravensbrück), il survit malgré des séquelles qui entraîneront sa mort 10 ans plus tard et du typhus qu'il y a contracté. Il siège également à l'Assemblée consultative provisoire et à la Haute Cour lors des procès Joseph Darnand et Pierre Laval.
Membre du Mouvement républicain populaire (MRP) il se voie proposer par le général Charles de Gaulle le poste d'ambassadeur de France à Damas, il décline l'offre, préférant s'implanter politiquement en Dordogne. Il et député d'Oran à l'Assemblée nationale en 1951, Charles Serre fut le rapporteur de la Commission chargée d'enquêter sur les évènements survenus en France de 1933 à 1945, établissant les responsabilités de la débâcle française de la Seconde Guerre mondiale.

## Décorations
- Chevalier de la Légion d'honneur
- Compagnon de la Libération par décret du 17 novembre 1945[2]
- Croix de guerre 1939-1945, palme de bronze
- Médaille de la Résistance française par décret du 15 novembre 1945[4]
- Médaille des services militaires volontaires, bronze